# Carpo (mythologie)
Carpo is een van de drie Horae (Seizoenen) uit de Griekse mythologie. Carpo is de godin van de winter. Haar ouders zijn Zeus en Themis.
Haar zusters zijn Thallo, godin van de lente, en Auxo, godin van de zomer.